# Janus van Merrienboer
Adrianus "Janus" van Merrienboer (Oud- en Nieuw-Gastel, Brabant del Nord, 8 d'octubre de 1894 - Oud- en Nieuw-Gastel, 12 d'octubre de 1947) va ser un tirador amb arc neerlandès que va competir a començaments del segle xx.
El 1920 va prendre part en els Jocs Olímpics d'Anvers, on va disputar una prova del programa de tir, el tir a l'ocell mòbil, 28 m. per equips, en què guanyà la medalla d'or.